# Herman Nijhof
Herman Nijhof (Almelo, 13 juli 1949 – Zwolle, 15 maart 2025) was een Nederlands tuin- en landschapsarchitect, maar in popmuziekkringen beter bekend als fotograaf.
Hij werkte jarenlang als tuin- en landschapsarchitect voor de gemeente Enschede.
De hobby van fotograferen liep uit de hand bij een concert van John Cale in Universiteit Twente. Popjournalist Berend Ongena, die werkte voor zowel OOR als het lokale De Twentsche Courant Tubantia zag zijn foto’s in een platenzaak hangen en vroeg hem voor de Twentsche Courant. Vanuit die jaren tachtig kreeg hij talloze popmusici voor zijn camera, in zijn ogen misten alleen nog Bob Dylan en Jimmy Hendrix. Hij was zich ook bewust van zijn missers. Hij miste de legendarische sprong van Eddie Vedder tijdens het optreden van Pearl Jam tijdens Pinkpop; hij moest net op dat moment zijn rolletje wisselen, had alleen de voeten van Vedder vastgelegd. Nijhof fotografeerde musici, live of portret, voor zowel het landelijke OOR als het lokale De Twentsche Courant Tubantia en Alles op 10. 
Nijhof was zelf liefhebber van popmuziek uit de jaren zestig; The Beatles en The Kinks en de klassieker Whiter shade of pale van Procol Harum.
Nijhof overleed als gevolg van fotograferen van vrijwilligerswerk in het kader van NLdoet. Hij kwam tijdens het fotograferen in een greppel onder een mini-shovel terecht. Hulpverleners wisten hem met een grote shovel uit zijn benarde positie te bevrijden en te reanimeren. Hij overleed vlak daarna in een Zwols Ziekenhuis op 75-jarige leeftijd. Hij had in Dinie Veltmaat een levenspartner.
Hij publiceerde in november 2024 zijn boek 40 jaar Muziekfotografie.